# صعیره (روستا)
 صعیره  به عربی ( الَصعیَرة  )، روستایی است در دهستان المُقَبَنَة از توابع استان حضرموت در کشور یمن در شبه جزیره عربستان.

## جمعیت
جمعیت آن ( ۱۴۵ ) نفر ( ۱۳ خانوار) می‌باشد.